# Mastacides gracilipes
Mastacides gracilipes is een rechtvleugelig insect uit de familie Mastacideidae. De wetenschappelijke naam van deze soort is voor het eerst geldig gepubliceerd in 1930 door Ignacio Bolívar.